# San Isidro (Samar du Nord)
Pour les articles homonymes, voir San Isidro.
San Isidro (en waray-waray Bungto han San Isidro ;en tagalog : Bayan ng San Isidro) est une municipalité de la province de Samar du Nord, située sur l'île de Samar dans la région des Visayas orientales aux Philippines.
Sa population s'élève à 27 867 habitants lors du recensement de 2020.

## Géographie
D'une superficie totale de 255,9 kilomètres carrés, elle est divisée en 14 barangays : 
- Alegria
- Balite
- Buenavista
- Caglanipao
- Happy Valley
- Mabuhay
- Palanit
- Poblacion Norte
- Poblacion Sur
- Salvacion
- San Juan
- San Roque
- Seven Hills
- Veriato

## Démographie
| 1960 | 1970  | 1975  | 1980  | 1990  | 1995  | 2000  | 2007  | 2010  | 2015  | 2020  |       |
| ---- | ----- | ----- | ----- | ----- | ----- | ----- | ----- | ----- | ----- | ----- | ----- |
| 9453 | 12967 | 15182 | 15994 | 18653 | 22991 | 20876 | 22847 | 23573 | 24952 | 26650 | 27967 |